# Red Argentina de Información en Agua, Ambiente, Saneamiento y Energía

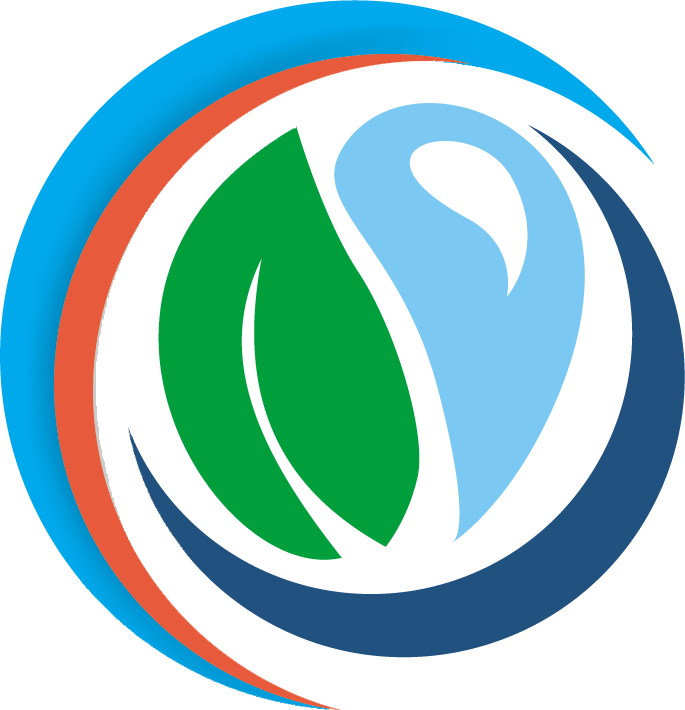
Logo de la Red Argentina de Información en Agua, Medio Ambiente, Saneamiento y Energía (REDAM)

La Red argentina de Información en Agua, Ambiente, Saneamiento y Energía - REDAM es una red de bibliotecas especializadas en agua, medio ambiente, saneamiento y energía. Reúne bibliotecas y centros de documentación del ámbito público y privado de la Argentina.
Es una red abierta, de carácter cooperativo y solidario, sin fines de lucro, cuyo accionar se basa en la cooperación profesional entre unidades de información de diversas instituciones relacionadas por la temática en común. La red sirve como plataforma para el trabajo conjunto entre y en pos de contribuir al acceso a la información.

## Historia
La Red argentina de Información en Agua, Ambiente, Saneamiento y Energía – REDAM tiene como antecedente a REPIDISCA, Red Panamericana de Información y Documentación en Ingeniería Sanitaria y Ciencias del Ambiente, que se inició en 1981 promovida por el acuerdo entre la Oficina Sanitaria Panamericana (OPS) y el Centro Internacional de Investigación para el desarrollo (CIID). REPIDISCA funcionó en forma descentralizada en América Latina y el Caribe con centros coordinadores nacionales de instituciones de los países miembros de la OPS.
Varias unidades de información que habían pertenecido a REPIDISCA Argentina durante el 2011 iniciaron contactos y trabajaron arduamente con el objeto de conformar una nueva organización. El 8 de junio de 2012 se concretó formalmente REDAM, se toma esa fecha en que reunidos los bibliotecarios fundadores se redactó el acuerdo de cooperación. En encuentros posteriores se definió la estructura de su organización interna, se redactó un reglamento de funcionamiento, se inició el diseño de su sitio web y se trazaron líneas para establecer políticas de funcionamiento y para el desarrollo de actividades diversas. El Acuerdo de Cooperación se firmó el 23 de agosto de 2013. El primer sitio web estuvo vigente poco tiempo.
Durante el 5.° Encuentro de Reciaria, en el marco de la 45.a Reunión Nacional de Bibliotecarios, el 25 de abril de 2013 se realizó la presentación formal ante la comunidad profesional.
Son sus socios fundadores fueron: Centro de Documentación e Información del Ministerio de Economía y Finanzas Públicas; Biblioteca y Centro de Información de la Secretaría de Ambiente y Desarrollo Sustentable; Centro de Documentación e Información de Energía de la Secretaría de Energía; Biblioteca de los Recursos Hídricos de la República Argentina, de la Subsecretaría de Recursos Hídricos; Centro de Ingeniería Sanitaria y Ciencias del Ambiente del Instituto Nacional del Agua; Unidad de Información y Documentación del Centro de Economía, Legislación y Administración del Agua y del Ambiente del INA; Centro de Documentación del Organismo Regulador de Seguridad de Presas; Centro de Documentación del Agua del Depto. Provincial de Aguas de Río Negro; Biblioteca del Agua del Depto. General de Irrigación de Mendoza; Centro de Documentación de CEAMSE; Centro de Documentación de Aguas Misioneras Sociedad del Estado; Biblioteca de AYSA; Centro de Información documentaria del Centro Argentino de Ingenieros.
| Periodo           | Coordinadores |  |  |
| ----------------- | --- |  |  |
| 2022/04 -         | Bibl. Ximena de la Plaza (Biblioteca Vialidad Nacional) / Lic. Adriana Julia Bonomo (Biblioteca Central INTA)                                                                                      |  |  |
| 2018/04 - 2022/04 | Lic. Luis Panza (Biblioteca del Instituto de Geología y Recursos Minerales, SEGEMAR) / Lic. Sergio Terrera ( Biblioteca y Archivo Histórico del Agua. Departamento General de Irrigación, Mendoza) |  |  |
| 2013 - 2018       | Lic. Ana Dunn (Biblioteca Ministerio de Ambiente) / Prog. Paulina Gamberg (Biblioteca Aysa) |  |  |

## Misión y objetivos de REDAM
- Desarrollar acciones conjuntas de coordinación y cooperación para la gestión de la información sobre temas de su competencia.
- Facilitar a los usuarios el acceso a la información.
- Favorecer el intercambio de información, conocimientos, experiencias, estudios, de acuerdo con una estructura organizada para tal fin.
- Compartir recursos humanos y técnicos.
- Establecer procedimientos y técnicas comunes para todas las unidades participantes, de acuerdo con las necesidades y siguiendo estándares de nivel internacional.
- Propiciar la identificación y difusión de toda documentación existente en nuestro país en los temas de su especialidad.
- Promover entre sus integrantes el pensamiento creativo profesional y la difusión de innovaciones que se incorporen a las distintas actividades de sus incumbencias.
- Estimular la colaboración y la participación de los integrantes de la Red en un proyecto cooperativo cuyo propósito es compartir tareas y evitar la duplicación de esfuerzos.
- Fomentar la capacitación y perfeccionamiento de sus integrantes para un mejor desenvolvimiento en las actividades específicas de sus competencias.

## Integrantes
Las bibliotecas y unidades de información que componen la red son:
- Biblioteca del Agua del Departamento General de Irrigación de Mendoza
- Biblioteca del Servicio Geológico Minero Argentino – Instituto de Geología y Recursos Minerales
- Biblioteca del Servicio Geológico Minero Argentino – Delegación Mendoza
- Biblioteca de AySA Agua y Saneamientos Argentinos
- Biblioteca de Infraestructura y Política Hídrica
- Biblioteca Nacional de Meteorología
- Centro de Documentación y Archivo de Aguas Misioneras Sociedad del Estado
- Biblioteca Central y Centro de Documentación de la Administración de Parques Nacionales
- Biblioteca del Parque Nacional Los Glaciares
- Biblioteca del Parque Nacional Lanín
- Biblioteca Central del INTA
- Biblioteca y Centro de Información “Ing.Agr. Mario Maini” de la Secretaría de Gobierno de Ambiente y Desarrollo Sustentable
- Centro de Documentación del Agua (CenDocA) de Río Negro
- Centro de Documentación del ORSEP (Organismo Regulador de Seguridad de Presas)
- Biblioteca Luis A. Huergo - CAI
- Biblioteca Técnica del Servicio de Hidrología Naval
- Centro de Documentación y Biblioteca Ing. Aldo Mennella de CEAMSE
- Centro de Documentación - Biblioteca Vialidad Nacional

Desde estas bibliotecas se provee información especializada en recursos hídricos; abastecimiento de agua; calidad ambiental; contaminación del aire, del suelo, del agua; fuentes de energía; ingeniería sanitaria y ambiental; aguas residuales; residuos sólidos y peligrosos; salud ambiental; saneamiento; legislación.

## Redes de cooperación
REDAM integra y participa de Reciaria (Red de redes de información). Trabaja junto con otras 35 redes de proyección nacional e internacional que representan a más de casi 2500 bibliotecas argentinas, que abarcan todo el espectro de la información y pertenecen a todos los sectores, públicos y privados. Esta participación le permite interactuar con otras redes afines y una gran visibilidad gracias al Mapa de la Información de la Argentina, integrado al Mapa Cultural de la Argentina. En 2019 los coordinadores de REDAM fueron invitados formar parte de la Coordinación de RECIARIA.
Informalmente REDAM tiene relación con otras redes a nivel nacional, regional e internacional que indirectamente le solicitan información, participan, colaboran o cooperan formalmente en Reciaria. Debido a las temáticas representadas e interdisciplinaridad de esta red es habitual que las unidades de información sean integrantes de otras redes y trabajen en forma mancomunada con ellas.

## Actividades

### Participación de integrantes REDAM en eventos profesionales
- Contaminación ambiental y conservación preventiva en Archivos y Bibliotecas. Los Fondos Antiguos. Buenos Aires, 4 de octubre de 2013. Lugar : CAI “Biblioteca Ingeniero Luis A. Huergo” (Jornada organizada por REDAM)[13]

- Ponencia: Red Argentina de Información en Agua, Ambiente, Saneamiento y Energía – REDAM a cargo del Bib. Luis Panza (SEGEMAR) y Lic. Sergio Terrera (Departamento General de Irrigación, Mendoza). En: 11.° Encuentro de RECIARIA y 51.a Reunión Nacional de Bibliotecarios. Red De Redes De Información Redes de bibliotecas unidas cooperando. Ciudad de Córdoba, 16 de mayo de 2019. Sede: Academia Nacional de Ciencias.[14]

- Ponencia: REDAM (Red Argentina de Bibliotecas Especializadas en Agua, Medio Ambiente, Saneamiento y Energía). Centros de Documentación que Atesoran Historia a cargo de Paola Banegas En: II Congreso y Exposición Internacional. Agua Para el Futuro Seguridad Hídrica y Gobernanza 7-8 de marzo de 2019 - Mendoza, Argentina.[15]